# 24 juli
24 juli is de 205de dag van het jaar (206de dag in een schrikkeljaar) in de gregoriaanse kalender. Hierna volgen nog 160 dagen tot het einde van het jaar.

## Gebeurtenissen
- Algemeen
  - 759 - Koning Oswulf van Northumbria wordt bij Market Weighton door leden van zijn hofhouding vermoord. Hij wordt opgevolgd door Æthelwald Moll.
  - 1701 - De stad Detroit wordt gesticht door de Franse legerofficier Antoine de la Mothe-Cadillac.
  - 1768 - Willem Hendrik van Nassau-Saarbrücken wordt opgevolgd door zijn zoon Lodewijk.
  - 1847 - De stad Salt Lake City wordt gesticht.
  - 1915 - De stoomboot Eastland slaat om bij Chicago als bijna alle passagiers naar één zijde van het schip lopen: 844 mensen komen om.
  - 2007 - Zware regenval veroorzaakt wateroverlast in het IJzerbekken. Vooral Poperinge en Watou worden getroffen door overstromingen.
  - 2010 - Tijdens de Love Parade in Duisburg vallen 21 doden en meer dan 500 gewonden door verdrukking van bezoekers bij de ingang van het festivalterrein.
  - 2013 - Bij een spoorwegongeval in de Spaanse stad Santiago de Compostella vallen tientallen doden.
  - 2018 - In Griekenland is de noodtoestand uitgeroepen. Bij bosbranden zijn 76 doden te betreuren en vele gewonden en vermisten.
- Muziek
  - 1977 - Oprichting van Dire Straits in Londen als "The Cafe Racers".
  - 1990 - De Amerikaanse popster Madonna treedt op tijdens haar Blond Ambition World Tour 1990 in het Feyenoord-stadion in Rotterdam.
- Oorlog
  - 1148 - Het kruisvaardersleger van Lodewijk VII van Frankrijk en Rooms-koning Koenraad III start met het Beleg van Damascus.
  - 1304 - Koning Eduard I van Engeland weet Stirling Castle te veroveren met behulp van de trebuchet "War Wolf".
  - 1704 - Engeland verovert Gibraltar op Spanje.
  - 1821 - Slag om Carabobo.
  - 1940 - De Nederlandsche Unie, geleid door J. de Quay, L. Einthoven en J. Linthorst Homan, presenteert zich. Men zoekt samenwerking met de Duitse bezetter.
  - 1990 - Irak stationeert zo'n 30.000 militairen bij de grens met Koeweit.
  - 1990 - Meer dan 43.000 Duitsers zijn na de Tweede Wereldoorlog overleden in interneringskampen in de Sovjet-bezettingszone, zo maakt het ministerie van buitenlandse zaken in Moskou bekend.
  - 1995 - Dutchbat keert terug uit Bosnië en Herzegovina.
- Politiek
  - 1534 - De Franse ontdekkingsreiziger Jacques Cartier plant de Franse vlag in de Gaspésie en eist daarmee het gebied op voor koning Frans I van Frankrijk.
  - 1567 - Koningin Maria I van Schotland is gedwongen te abdiceren ten faveure van haar eenjarige zoon Jacobus VI.
  - 1922 - Palestina wordt formeel een Brits mandaatgebied.
  - 1967 - De Franse president Charles de Gaulle haalt zich de woede van Canada op de hals door zijn steun te betuigen aan de onafhankelijkheidswens van Quebec, de Franstalige provincie van Canada.
  - 1974 - Konstandinos Karamanlis keert terug uit ballingschap om in Griekenland een burgerregering te vormen.
  - 1974 - Portugal creëert de grondwettelijke mogelijkheid om onafhankelijkheid te verlenen aan de kolonies.
  - 1978 - In de West-Afrikaanse staat Gabon breken straatgevechten uit tussen inwoners en immigranten uit Benin na beschuldigingen van Benin dat Gabon hulp verleend zou hebben bij een poging tot invasie en staatsgreep door huurlingen in 1977.
  - 1981 - Israël en de PLO sluiten een bestand.
  - 1990 - Meer dan een miljoen Bulgaren geven gehoor aan de stakingsoproep van de onafhankelijke vakbonden, die het parlement verwijten te traag te opereren en zich meer bezig te houden met procedurele zaken dan met concrete hervormingen.
  - 1995 - Een zelfmoordactie van Hamas doodt zes mensen in een bus in een voorstad van Tel Aviv.
  - 2005 - Lancering van TeleSUR, een initiatief, onder impuls van de Venezolaanse president Hugo Chávez, van de Zuid-Amerikaanse regeringen van Argentinië, Brazilië, Cuba, Uruguay en Venezuela, dat een tegenhanger wenst te worden voor bijvoorbeeld CNN qua berichtgeving over Zuid-Amerika en dat de regionale integratie wil bevorderen. De Venezolaanse regering heeft 51% van de aandelen van Telesur in handen. De Amerikaanse regering reageert uiterst kritisch op dit volgens haar anti-Amerikaanse initiatief.
  - 2011 - Ondanks zijn strijd tegen kanker wil president Hugo Chávez van Venezuela zich beschikbaar stellen voor een nieuwe, zesjarige ambtstermijn, zegt hij tegen de krant Correo del Orinoco.
  - 2012 - Senegal en de Afrikaanse Unie bereiken overeenstemming over de oprichting van een speciaal tribunaal dat ex-dictator Hissène Habré van Tsjaad moet berechten.
  - 2019 - Boris Johnson wordt premier van het Verenigd Koninkrijk, na een dag eerder door de leden van de Conservative Party te zijn verkozen als nieuwe partijleider.
  - 2023 - In Israël neemt het parlement, nadat de oppositie uit ongenoegen is opgestapt, een omstreden wet aan die de macht van het Hooggerechtshof inperkt. Een woordvoerder van het Amerikaanse Witte Huis zegt dat de regering van Joe Biden het besluit 'ongelukkig' vindt en dringt er op aan om te werken aan "consensus door politieke dialoog".[1]
- Sport

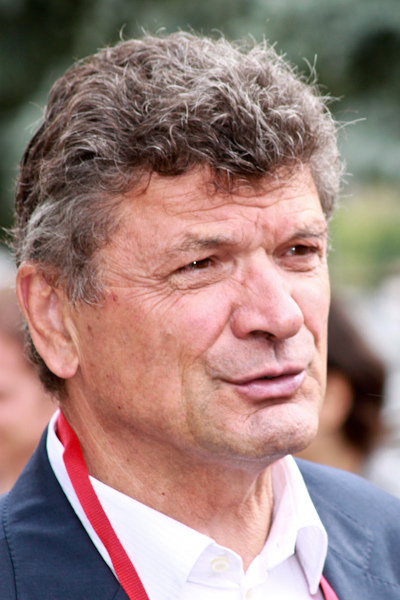
Bernard Thévenet
wint Ronde van Frankrijk 1977

- - 1945 - In Ambato, Ecuador wordt het Estadio Bellavista officieel in gebruik genomen.
  - 1959 - Het Estadio Modelo Alberto Spencer Herrera in Guayaquil wordt officieel geopend.
  - 1964 - Oprichting van de Venezolaanse voetbalclub Carabobo Fútbol Club onder de naam is Valencia FC.
  - 1977 - De Franse wielrenner Bernard Thévenet wint de Ronde van Frankrijk.
  - 1983 - De Franse wielrenner Laurent Fignon wint zijn eerste Ronde van Frankrijk.
  - 1986 - Opening van de dertiende Gemenebestspelen in Edinburgh met de deelname van 1662 atleten afkomstig uit 26 landen.
  - 1988 - De Spaanse wielrenner Pedro Delgado wint de 75ste editie van de Ronde van Frankrijk.
  - 1994 - Miguel Indurain wint de 81ste editie van de Ronde van Frankrijk. Het is de vierde eindoverwinning op rij voor de Spaanse wielrenner.
  - 1996 - Denis Pankratov scherpt bij de Olympische Spelen in Atlanta zijn eigen wereldrecord op de 100 meter vlinderslag aan tot 52,27.
  - 1999 - Openingsceremonie van de dertiende Pan-Amerikaanse Spelen, gehouden in Winnipeg.
  - 2005 - Het Amerikaans voetbalelftal wint de achtste editie van de CONCACAF Gold Cup door in de finale Brazilië met 1-0 (golden goal) te verslaan.
  - 2011 - De 34-jarige Cadel Evans wint als eerste Australiër de Ronde van Frankrijk. De gebroeders Andy en Fränk Schleck completeren de topdrie.
  - 2011 - Het Uruguayaans voetbalelftal wint de 43ste editie van de strijd om de Copa América door Paraguay in de finale met 3-0 te verslaan.
  - 2022 - Darter Michael van Gerwen verslaat Gerwyn Price met 18-14 in de finale van de World Matchplay en wint het toernooi zo voor de derde keer.[2]
  - 2023 - Bij de Wereldkampioenschappen zwemmen in Fukuoka (Japan) wint de Nederlander Arno Kamminga met een tijd van 58,72 een zilveren medaille op de 100 meter schoolslag. Hij deelt deze prestatie met de Amerikaan Nic Fink en de Italiaan Nicolò Martinenghi die dezelfde tijd zwemmen. De Chinees Haiyang Qin zwemt in 57,69 naar goud.[3]
- Wetenschap en technologie
  - 1911 - Hiram Bingham vindt de Incastad Machu Picchu terug.
  - 1950 - Lancering van Bumper 2 een experimentele tweetrapsraket. Het is de eerste raket die gelanceerd wordt vanaf Cape Canaveral.[4]
  - 1992 - Nederlandse vliegtuigbouwer Fokker wordt overgenomen door het Duitse DASA.
  - 2009 - De grootste telescoop ter wereld, de Gran Telescopio Canarias, wordt ingehuldigd door koning Juan Carlos I van Spanje.
  - 2022 - Lancering van het Wentian wetenschappelijk laboratorium voor het Chinese Tiangong ruimtestation met een Lange Mars 5B raket vanaf lanceerbasis Wenchang in China.[5]
  - 2023 - Het Belgisch bedrijf BIO INX maakt inkt op basis van menselijke placentacellen om menselijke weefsels te 3D-printen. Tot dan toe werden dierlijke cellen gebruikt.[6]

## Geboren

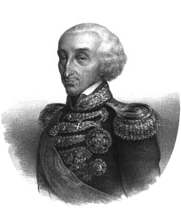
Victor Emanuel I van Sardinië
geboren in 1759

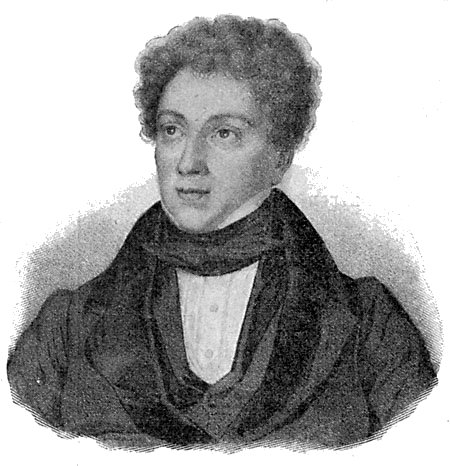
Alexandre Dumas
geboren in 1802

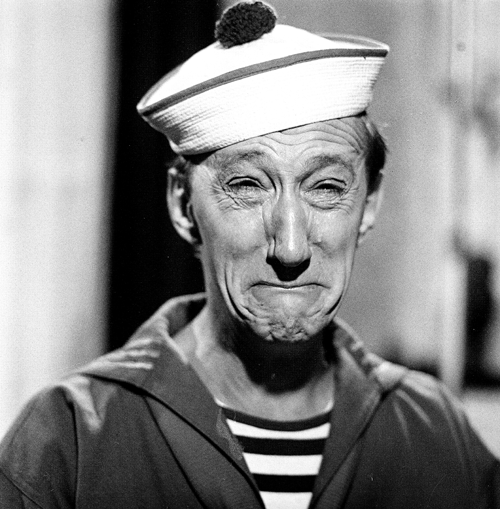
Herman Kortekaas
geboren in 1930

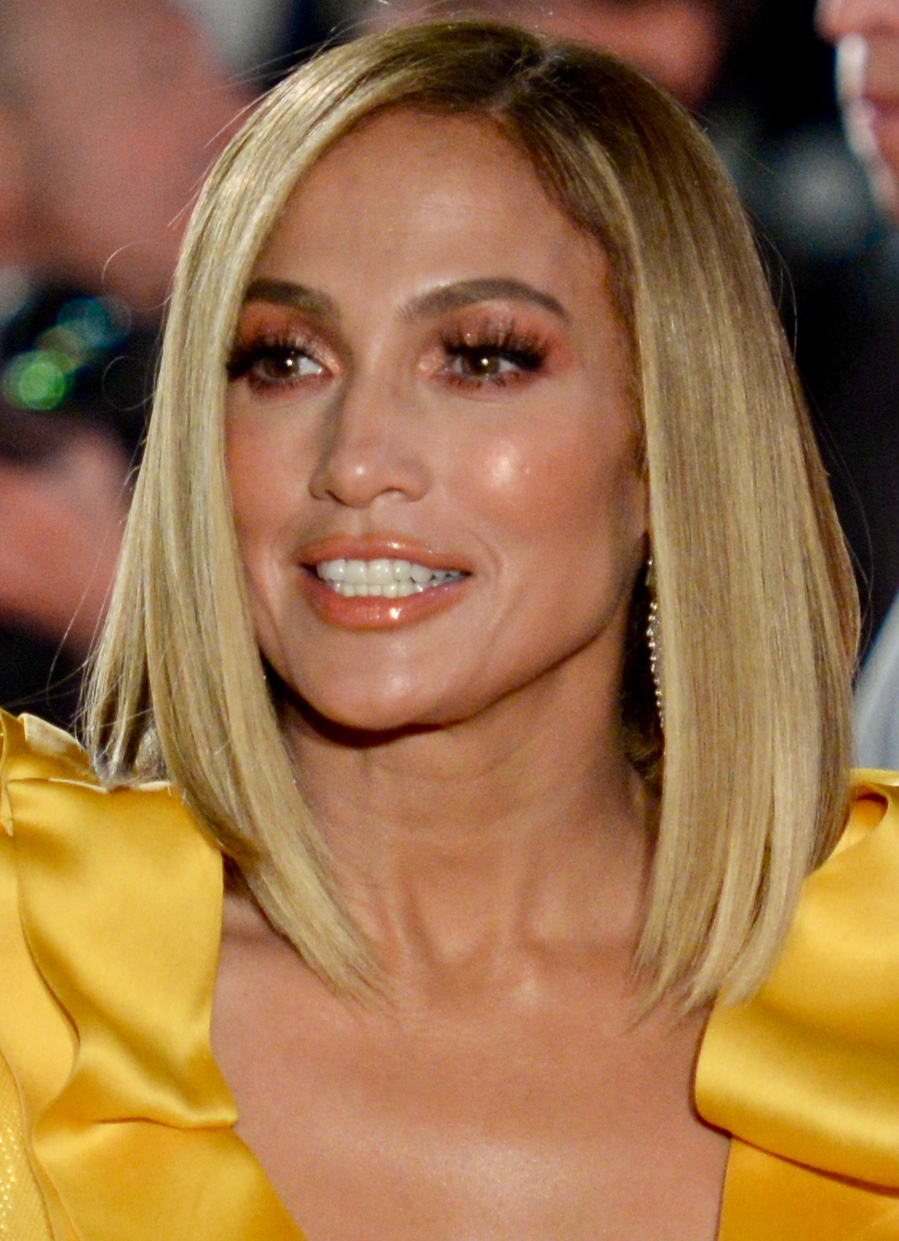
Jennifer Lopez
geboren in 1969

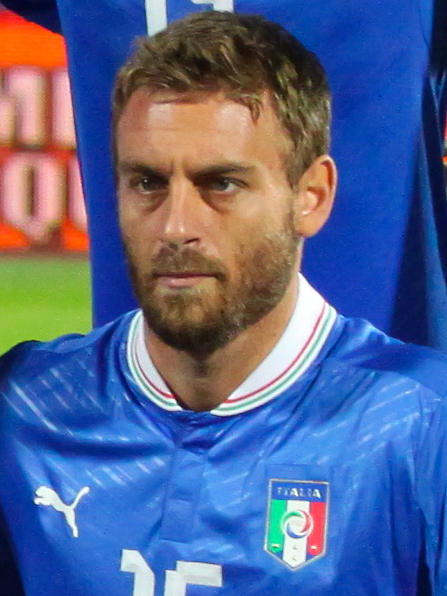
Daniele De Rossi
geboren in 1983

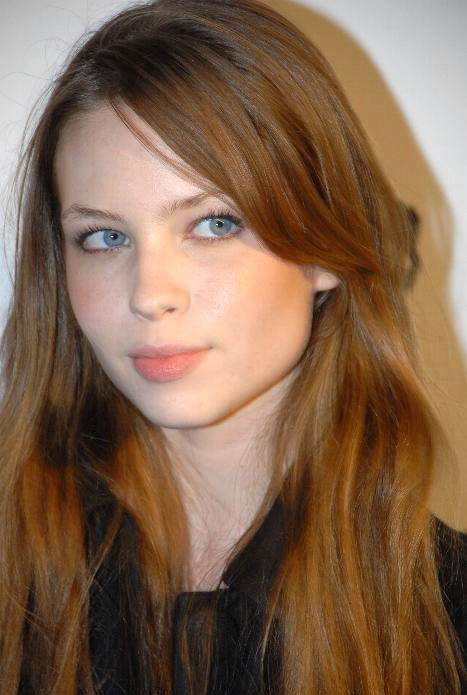
Daveigh Chase
geboren in 1990

- 1725 - John Newton, Engels slavenhandelaar en bekeerd pastoor (overleden 1807)
- 1738 - Betje Wolff, Nederlands schrijfster (overleden 1804)
- 1759 - Victor Emanuel I, koning van Sardinië (overleden 1824)
- 1783 - Simón Bolívar, Zuid-Amerikaans vrijheidsstrijder (overleden 1830)
- 1795 - John Hutt, 2e gouverneur van West-Australië (overleden 1880)
- 1802 - Alexandre Dumas père, Frans schrijver (overleden 1870)
- 1803 - Adolphe Adam, Frans componist en recensent (overleden 1856)
- 1821 - William Poole, gangster, bokser en politicus (overleden 1855)
- 1827 - Anna Bergendahl, abolitionist (overleden 1899)
- 1854 - Antonio Jayme, Filipijns jurist en politicus (overleden 1937)
- 1857 - Henrik Pontoppidan, Deens auteur en Nobelprijswinnaar (overleden 1943)
- 1860 - Alfons Mucha, Tsjechisch kunstenaar (overleden 1939)
- 1861 - Benno von Achenbach, Duits grondlegger van de regels van de mensport (overleden 1936)
- 1863 - Johan Andreas dèr Mouw, Nederlands schrijver (overleden 1919)
- 1864 - Frank Wedekind, Duits schrijver en acteur (overleden 1918)
- 1866 - Joël Vredenburg, Nederlands (opper)rabbijn (overleden 1943)
- 1878 - Lord Dunsany, Iers schrijver (overleden 1957)
- 1880 - Ernest Bloch, Zwitsers-Amerikaans componist (overleden 1959)
- 1883 - Thomas Waller, Surinaams planter en politicus (overleden 1966)
- 1884 - Friedrich Gerhard, Duits ruiter (overleden 1950)
- 1884 - Henri Rheinwald, Zwitsers wielrenner (overleden 1968)
- 1887 - Gerard Bosch van Drakestein, Nederlands wielrenner (overleden 1972)
- 1890 - Guillermo Tolentino, Filipijns beeldbouwer (overleden 1976)
- 1895 - Robert Graves, Engels schrijver (overleden 1985)
- 1897 - Amelia Earhart, Amerikaans vliegenierster (overleden 1937)
- 1899 - Dan George, Canadees acteur (overleden 1981)
- 1901 - Lucie Petit, Frans-Belgisch atlete (overleden 2001)
- 1905 - Omobono Tenni, Italiaans motorcoureur (overleden 1948)
- 1906 - Gianfranco Comotti, Italiaans autocoureur (overleden 1963)
- 1914 - Wim Bijmoer, Nederlands illustrator (overleden 2000)
- 1914 - Frances Oldham Kelsey, Amerikaans farmacoloog (overleden 2015)
- 1916 - Templeton Fox, Amerikaans actrice (overleden 1993)
- 1917 - Leonor Orosa-Goquingco, Filipijns danseres en choreograaf (overleden 2005)
- 1918 - Theodor Kery, Oostenrijks politicus (overleden 2010)
- 1919 - Ferdy Kübler, Zwitsers wielrenner (overleden 2016)
- 1921 - Giuseppe di Stefano, Italiaans operatenor (overleden 2008)
- 1923 - Willem Glasbergen, Nederlands archeoloog (overleden 1979)
- 1923 - Albert Vanhoye S.J., Frans kardinaal en bijbelgeleerde (overleden 2021)
- 1924 - Cock van der Tuijn, Nederlands voetballer (overleden 1974)
- 1926 - Hans Günter Winkler, Duits springruiter (overleden 2018)
- 1927 - Alex Katz, Amerikaans kunstschilder
- 1928 - Jan De Crem, Belgisch politicus (overleden 2022)
- 1929 - Ton Stadhouders, Nederlands burgemeester (overleden 2010)
- 1930 - Herman Kortekaas, Nederlands acteur en clown
- 1931 - Colin Campbell, Iers geoloog (overleden 2022)
- 1931 - Ermanno Olmi, Italiaans regisseur/scenarist (overleden 2018)
- 1931 - Mario Tronti, Italiaans filosoof en politicus (overleden 2023)
- 1933 - John Aniston, Grieks-Amerikaans acteur (overleden 2022)
- 1934 - Geertje Wielema, Nederlands zwemster (overleden 2009)
- 1935 - Mel Ramos, Amerikaans kunstschilder (overleden 2018)
- 1938 - Eugene James Martin, Amerikaans kunstenaar (overleden 2005)
- 1939 - Walt Bellamy, Amerikaans basketballer (overleden 2013)
- 1941 - Tony Dunne, Iers voetballer (overleden 2020)
- 1941 - Wu Bangguo, Chinees voetballer (overleden 2024)
- 1942 - Heinz Burt, Brits basgitarist en zanger (overleden 2000)
- 1942 - Etienne Schouppe, Belgisch politicus
- 1943 - Ljoedmila Bragina, Sovjet-Russisch atlete
- 1944 - Peter Masseurs, Nederlands trompettist (overleden 2019)
- 1944 - Daniel Morelon, Frans baanwielrenner
- 1944 - Jan-Carl Raspe, Duits terrorist (overleden 1977)
- 1944 - Maya Wildevuur, Nederlands kunstenares (overleden 2023)
- 1946 - Hanna Kraan, Nederlands kinderboekenschrijfster (overleden 2011)
- 1947 - Jan Hollestelle, Nederlands bassist
- 1949 - Yves Duteil, Frans acteur, componist en zanger
- 1949 - Michael Richards, Amerikaans komiek en acteur
- 1949 - Marjanne Sint, Nederlands politicus
- 1952 - Gus Van Sant, Amerikaans filmregisseur en scenarist
- 1953 - Claire McCaskill, Amerikaans politica
- 1954 - Vasile Dîba, Roemeens kajakker (overleden 2024)
- 1956 - Cees Jan Diepeveen, Nederlands hockeyer
- 1956 - Marianne Thyssen, Belgisch politicus
- 1958 - Mick Karn, Brits musicus (overleden 2011)
- 1959 - Giuseppe Abbagnale, Italiaans roeier
- 1961 - Fabrice (Hünd), Nederlands beeldend kunstenaar (overleden 2021)
- 1962 - Jan De Winne, Belgisch traversospeler, muziekpedagoog en instrumentenbouwer
- 1962 - Johnny O'Connell, Amerikaans autocoureur
- 1963 - Karl Malone, Amerikaans basketbalspeler
- 1963 - Lars Nieberg, Duits ruiter
- 1963 - Anton Stredák, Slowaaks voetbalscheidsrechter
- 1964 - Nic Balthazar, Belgisch presentator en televisiemaker
- 1964 - Pedro Passos Coelho, Portugees zakenman, politicus
- 1965 - Gijs Weterings, Nederlands hockeyer
- 1966 - Fabio Fritelli, Italiaans diskjockey (overleden 2013)
- 1966 - Martin Keown, Engels voetballer
- 1966 - Steven Richardson, Engels golfer
- 1967 - Pieter Gruijters, Nederlands paralympisch atleet
- 1969 - Burkhard Balz, Duits politicus
- 1969 - Jennifer Lopez, Amerikaans zangeres en actrice
- 1970 - Melvin Choo, Singaporees autocoureur
- 1970 - Gino De Keersmaeker, Belgisch paralympisch atleet
- 1970 - Doina Spîrcu, Roemeens roeister
- 1971 - Dino Baggio, Italiaans voetballer
- 1972 - Geert Hunaerts, Belgisch acteur
- 1973 - Avtandil Tskvitinidze, Georgisch modeontwerper
- 1974 - Pedro Arreitunandia, Spaans wielrenner
- 1975 - Eric Szmanda, Amerikaans acteur
- 1976 - Chris Ahrens, Amerikaans roeier
- 1976 - Alexandre Luiz Goulart, Braziliaans voetballer
- 1976 - Tiago Monteiro, Portugees autocoureur
- 1976 - Geert den Ouden, Nederlands voetballer
- 1976 - Ivan Tsichan, Wit-Russisch atleet
- 1977 - Arnold Bruggink, Nederlands voetballer
- 1977 - Olivera Jevtić, Joegoslavisch/Servisch atlete
- 1977 - Yago Lamela, Spaans atleet (overleden 2014)
- 1977 - Mehdi Mahdavikia, Iraans voetballer
- 1977 - Aïcha Marghadi, Nederlands nieuwslezer en sportpresentator
- 1980 - Wilfred Bungei, Keniaans atleet
- 1981 - Nayib Bukele Ortez, Salvadoraans politicus, president sinds 2019
- 1981 - Robert de Pauw, Nederlands voetbaltrainer
- 1982 - Elise Crombez, Belgisch model
- 1982 - Anna Paquin, Canadees actrice
- 1982 - David Payne, Amerikaans atleet
- 1983 - Carsten Mogensen, Deens badmintonner
- 1983 - Daniele De Rossi, Italiaans voetballer
- 1983 - Yuki Yamada, Japans darter
- 1984 - Joris Putman, Nederlands acteur
- 1984 - Debby Stam, Nederlands volleyballer
- 1985 - Levi Heimans, Nederlands wielrenner
- 1985 - Aries Merritt, Amerikaans atleet
- 1985 - Teagan Presley, Amerikaans pornoactrice
- 1986 - Vugar Gashimov, Azerbeidzjaans schaker (overleden 2014)
- 1987 - Karoline Næss, Noors handbalster
- 1987 - Mara Wilson, Amerikaans actrice
- 1988 - Besmir Banushi, Albanees wielrenner
- 1989 - Fredrik Lindström, Zweeds biatleet
- 1989 - Felix Loch, Duits rodelaar
- 1990 - Daveigh Chase, Amerikaans actrice
- 1990 - Dean Stoneman, Brits autocoureur
- 1991 - Jade Neilsen, Australisch zwemster
- 1991 - Malou Pheninckx, Nederlands hockeyster
- 1992 - Mikaël Kingsbury, Canadees freestyleskiër
- 1992 - Tess von Piekartz, Nederlands volleybalster
- 1993 - Vera Siemons, Nederlands radio-dj en podcastmaker
- 1994 - Michael Goolaerts, Belgisch wielrenner (overleden 2018)
- 1994 - Naomichi Uramoto, Japans motorcoureur
- 1995 - Maximilian Scheib, Chileens motorcoureur
- 1995 - Frederikke Thøgersen, Deens voetbalster
- 1996 - Felice Hermans, Nederlands voetbalster
- 1997 - Rebecka Blomqvist, Zweeds voetbalster
- 1997 - Vinzenz Geiger, Duits Noordse combinatieskiër
- 1998 - Bindi Irwin, Australisch/Amerikaans actrice
- 1998 - Cailee Spaeny, Amerikaans actrice
- 1999 - Axel Bassani, Italiaans motorcoureur
- 2005 - Tom Bramel, Nederlands voetballer

## Overleden

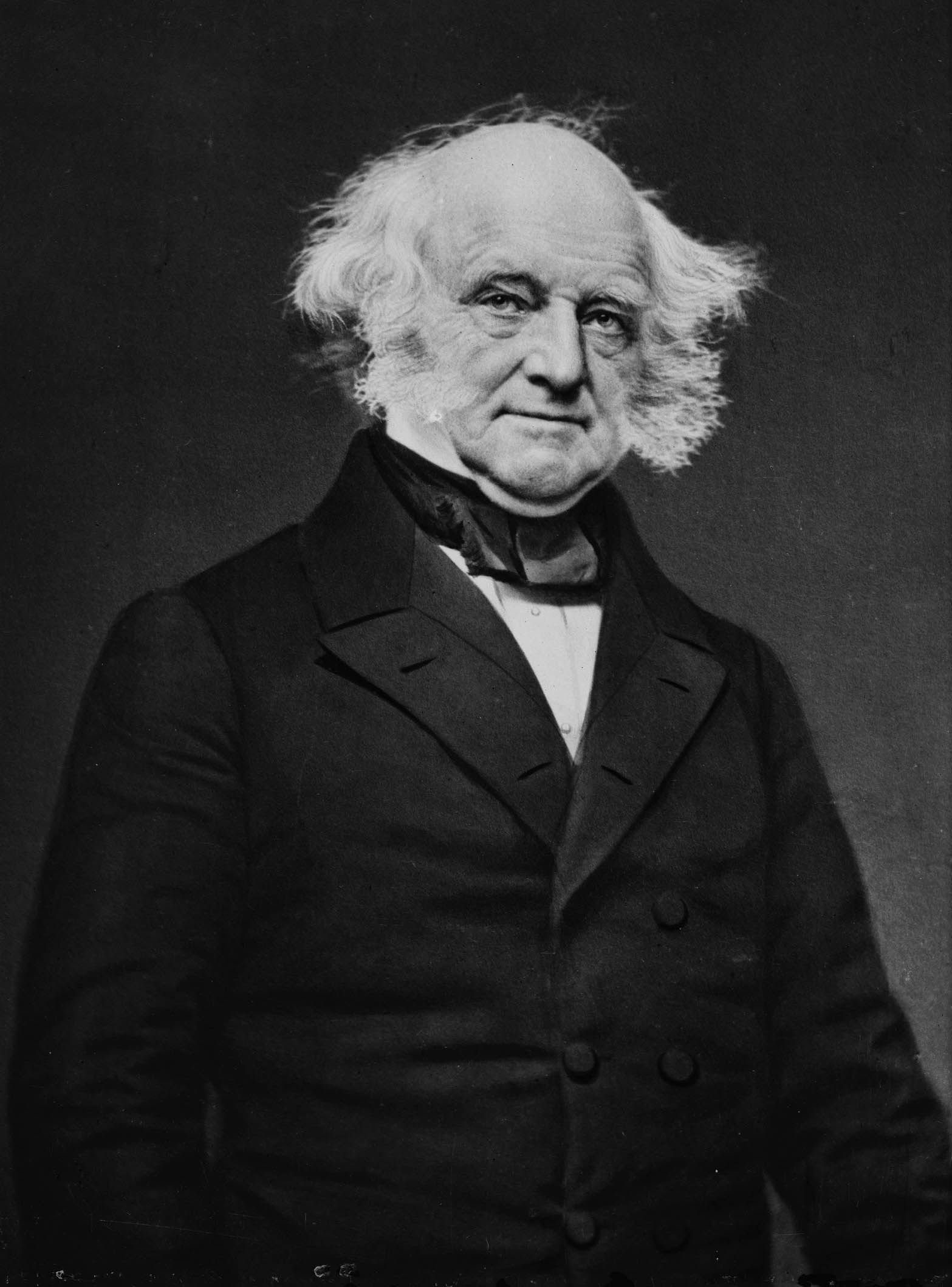
Martin Van Buren
overleden in 1862

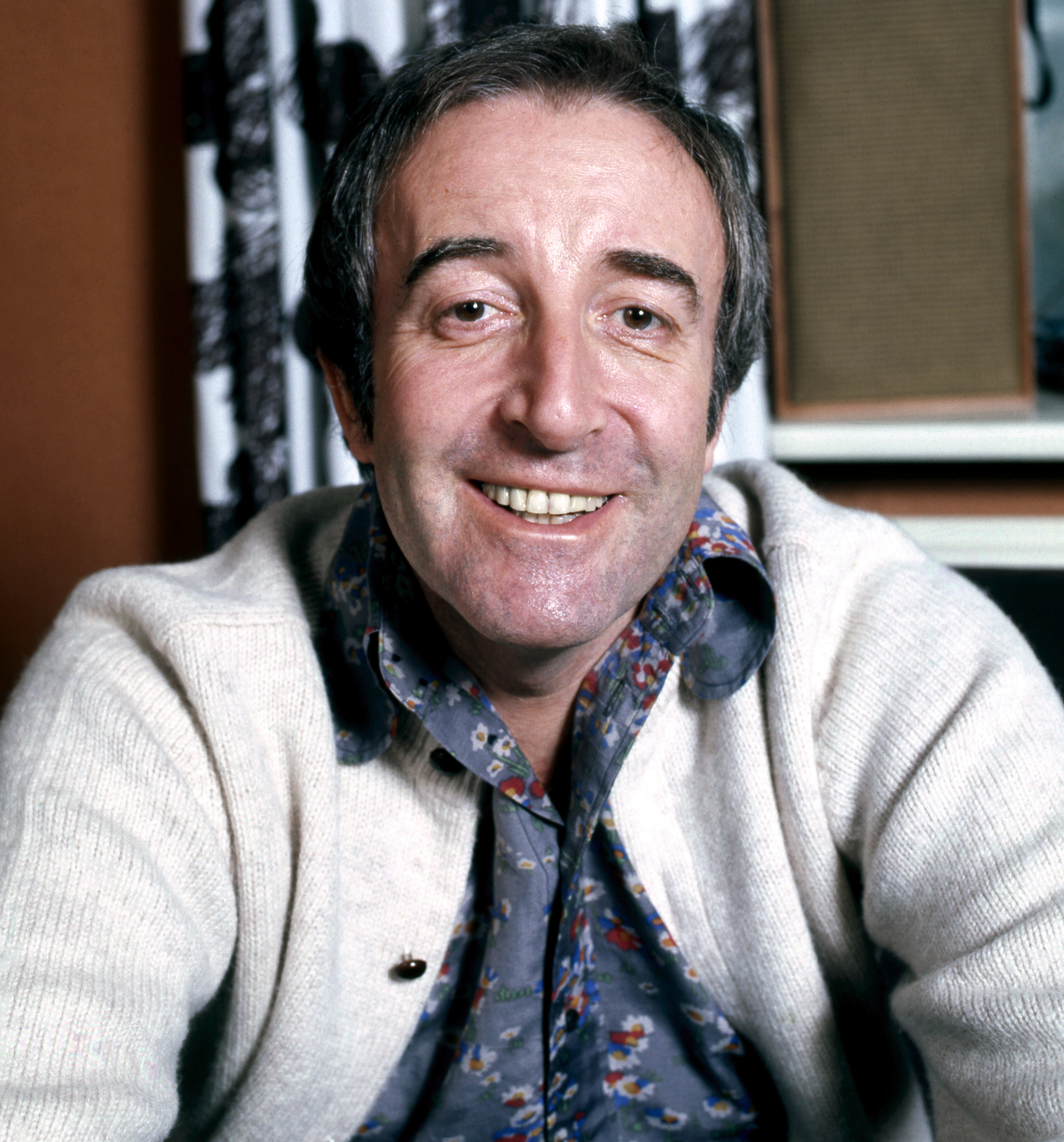
Peter Sellers
overleden in 1980

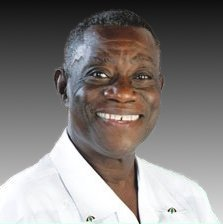
John Atta Mills
overleden in 2012

- 759 - Oswulf, koning van Northumbria
- 1129 - Shirakawa (76), 72e keizer van Japan
- 1292 - Cunegonda van Polen (68), groothertogin-gemalin van Polen, heilige
- 1642 - Crato van Nassau-Saarbrücken (21), graaf van Nassau-Saarbrücken
- 1503 - Louise van Savoye, Frans prinses
- 1739 - Benedetto Marcello (52), Italiaans componist
- 1768 - Willem Hendrik van Nassau-Saarbrücken (50), vorst van Nassau-Saarbrücken
- 1859 - Joseph Tavernier, Frans landschapsschilder
- 1861 - Georgius Jacobus Johannes van Os (78), Nederlands kunstschilder
- 1862 - Martin Van Buren (79), achtste president van de Verenigde Staten
- 1911 - Adriaan Joseph Sloot (65), Nederlands jurist
- 1931 - Claudionor Gonçalves da Silva (Nonô) (32), Braziliaans voetballer
- 1931 - Willem Treub (72), Nederlands liberaal politicus
- 1933 - Hendrik Langens (75), Belgisch politicus
- 1950 - Robert Lehnhoff (43), Duits oorlogsmisdadiger
- 1964 - Victoria Forde (68), Amerikaans actrice
- 1965 - Constance Bennett (60), Amerikaans actrice
- 1967 - Jozef Cardijn (84), Belgisch kardinaal en stichter van de KAJ
- 1967 - Thomas Tien Ken-sin (76), Chinees kardinaal-aartsbisschop van Peking (verbannen)
- 1969 - Witold Gombrowicz (64), Pools schrijver
- 1969 - Jacques van Tol (71), Nederlands tekstschrijver
- 1972 - Lance Reventlow (36), Amerikaans autocoureur
- 1974 - James Chadwick (82), Brits natuurkundige
- 1976 - Afro Basaldella (64), Italiaans kunstschilder
- 1976 - Julius Döpfner (62), Duits kardinaal-aartsbisschop van München en Freising
- 1980 - Peter Sellers (54), Engels acteur, regisseur en producent
- 1982 - Arnold Pihlak (80), Estisch voetballer
- 1986 - Yoshiyuki Tsuruta (82), Japans zwemmer
- 1989 - Leen Korpershoek (85), Nederlands zwemmer
- 1990 - Coen Dillen (63), Nederlands voetballer
- 1991 - Isaac Bashevis Singer (87), Amerikaans schrijver
- 1993 - Ben Polak (80), Nederlands huisarts en politicus
- 1997 - William Brennan (91), Amerikaans rechter
- 1998 - Wilfried Bervoets (45/46), Belgisch politicus
- 2004 - Bob Azzam (78), Libanees zanger
- 2005 - Richard Doll (92), Brits epidemioloog
- 2005 - Joop Ritmeester van de Kamp (84), Nederlands zakenman
- 2006 - Heinrich Hollreiser (93), Duits dirigent
- 2008 - Edward Davidson (35), Amerikaans spamkoning
- 2009 - Harry Towb (83), Noord-Iers acteur
- 2010 - Theo Albrecht (88), Duits ondernemer
- 2010 - John Callahan (59), Amerikaans cartoonist
- 2010 - Alex Higgins (61), Noord-Iers snookerspeler
- 2011 - Dan Peek (60), Amerikaans muzikant
- 2012 - Sherman Hemsley (74), Amerikaans acteur
- 2012 - John Atta Mills (68), Ghanees president
- 2012 - Alfons Dölle (65), Nederlands jurist en politicus
- 2012 - Hein Koreman (90), Nederlands beeldhouwer
- 2013 - Virginia Johnson (88), Amerikaans seksuoloog, psycholoog en auteur
- 2013 - Chiwoniso Maraire (37), Zimbabwaans zangeres
- 2014 - Cees Heerschop (79), Nederlands voetballer
- 2016 - Marni Nixon (86), Amerikaans actrice en zangeres
- 2017 - Mark Grammens (84), Belgisch journalist
- 2018 - Loekie Zondag (94), Nederlands kunstschilder en tekenaar
- 2020 - Ben Jipcho (77), Keniaans atleet
- 2020 - Benjamin Mkapa (81), Tanzaniaans politicus
- 2020 - Regis Philbin (88), Amerikaans entertainer en televisiepersoonlijkheid
- 2020 - Jan Verroken (103), Belgisch politicus
- 2021 - Rodney Alcala (77), Amerikaans seriemoordenaar
- 2021 - Dick Kraaijveld (82), Nederlands politicus
- 2022 - Tim Giago (88), Amerikaans uitgever en journalist
- 2022 - Win Remmerswaal (68), Nederlands honkballer
- 2022 - David Warner (80), Brits acteur
- 2023 - Marc Augé (87), Frans antropoloog
- 2023 - Chris Bart-Williams (49), Sierra Leonees-Engels voetballer
- 2023 - Dais ter Beek (87), Nederlands voetballer
- 2023 - Trevor Francis (69), Engels voetballer
- 2023 - Anne-Chatrine Lafrenz (86), Duits atlete
- 2023 - Stephanie Van Houtven (40), Belgisch politica
- 2024 - Hamzah Haz (84), Indonesisch politicus
- 2025 - Henk Heijne Makkreel (93), Nederlands rechter, politicus en vliegtuigbouwkundige
- 2025 - Hulk Hogan (71), Amerikaans professioneel worstelaar en acteur
- 2025 - Cleo Laine (97), Brits jazzzangeres
- 2025 - Chiel Montagne (80), Nederlands televisie- en radiopresentator
- 2025 - Jacques Neirynck (93), Belgisch-Zwitsers ingenieur, schrijver en politicus

## Viering/herdenking
- Simon Bolivardag in Ecuador
- Rooms-Katholieke kalender:

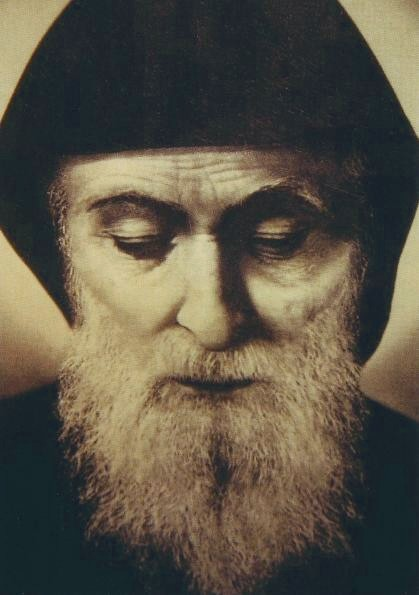
Charbel Makhlouf

  - Heilige Charbel Makhlouf († 1898) - Vrije gedachtenis
  - Heilige Lewinna van St-Winoksbergen († 5e eeuw)
  - Heilige Sigolena van Albi († 7e eeuw)
  - Heilige Kinga van Polen († 1292)
  - Heilige Christiana van Dendermonde († 7e eeuw)
  - Heilige Christina van Bolsena († c. 250) - Vrije Gedachtenis in bisdom Hasselt
  - Heilige Boris en Gleb (van Kiev) († 1015)
  - Heilige Declan van Ardmore († 5e eeuw)
  - Heilige Godo van Oyes († c. 690)
  - Heilige Menefrew (van Wales) († 5e eeuw)
  - Zalige Kristina de Wonderbare (van Brustem) († 1224) - Gedachtenis (in bisdom Hasselt)
  - Zalige Louise van Savoye († 1503)
  - Zalige Martelaressen van Guardalajara († 1936)

## Weerextremen

### Nederland
| | Officiële records | Officiële records | Officiële records |      | Landelijke records | Landelijke records | Landelijke records              |
| Gebeurtenis | Jaar              | Extreem           | Locatie           | Jaar | Extreem            | Locatie            |                                 |
| --- | ----------------- | ----------------- | ----------------- | ---- | ------------------ | ------------------ | ------------------------------- |
| Laagste etmaalgemiddelde temperatuur (°C) | 2011              | 12,4              | De Bilt           |      | 1974               | 11,4               | Eelde                           |
| Hoogste etmaalgemiddelde temperatuur (°C) | 1994              | 26,6              | De Bilt           |      | 2019               | 30,2               | Maastricht                      |
| Laagste minimumtemperatuur (°C) | 1902              | 4,6               | De Bilt           |      | 1990               | 3,9                | Arcen                           |
| Hoogste minimumtemperatuur (°C) | 1969              | 18,7              | De Bilt           |      | 2019               | 21,5               | Maastricht                      |
| Laagste maximumtemperatuur (°C) | 2011              | 13,3              | De Bilt           |      | 2011               | 13,0               | Volkel                          |
| Hoogste maximumtemperatuur (°C) | 2019              | 36,4              | De Bilt           |      | 2019               | 39,3               | Eindhoven                       |
| Hoogste uurgemiddelde windsnelheid (m/s) | 1977              | 14,4              | De Bilt           |      | 2007               | 21,0               | Oosterschelde                   |
| Hoogste windstoot (m/s) | 1958, 1977        | 18,5              | De Bilt           |      | 2007               | 27,0               | Hoek van Holland, Oosterschelde |
| Langste zonneschijnduur (uur) | 2012              | 14,7              | De Bilt           |      | 2012               | 15,0               | Leeuwarden                      |
| Langste neerslagduur (uur) | 2011              | 17,7              | De Bilt           |      | 2011               | 21,0               | Twenthe                         |
| Hoogste etmaalsom van de neerslag (mm) | 2011              | 25,0              | De Bilt           |      | 1993               | 31,9               | Cabauw                          |
| Laagste etmaalgemiddelde relatieve vochtigheid (%) | 1994              | 52                | De Bilt           |      | 2019               | 42                 | Maastricht                      |
| Laagste uurwaarde luchtdruk op zeeniveau (hPa) | 2007              | 991,0             | De Bilt           |      | 2007               | 989,3              | Rotterdam                       |
| Hoogste uurwaarde luchtdruk op zeeniveau (hPa) | 1961, 1962        | 1026,8            | De Bilt           |      | 1961               | 1027,7             | Maastricht                      |
| Officiële records worden altijd gemeten op het KNMI-weerstation in De Bilt. Landelijke records kunnen worden gemeten op elk officieel KNMI-weerstation in Nederland. |                   |                   |                   |      |                    |                    |                                 |

Uitzonderlijke gebeurtenissen
- 1904 - Officieel hoogste minimumtemperatuur in °C van het jaar gemeten in De Bilt: 16,6
- 2019 - Eindhoven verbreekt met 39,3 °C het record van hoogste temperatuur ooit gemeten in Nederland dat met 38,6 °C sinds 1944 op naam van de plaats Warnsveld stond.[8]

### België
Dagrecords
- 1838 - Laagste etmaalgemiddelde temperatuur 11,9 °C
- 2019 - Hoogste etmaalgemiddelde temperatuur 29,4 °C
- 1960 - Laagste minimumtemperatuur 7,1 °C
- 2019 - Hoogste maximumtemperatuur 35,9 °C
- 1969 - Hoogste etmaalsom van de neerslag 36,2 mm

Uitzonderlijke gebeurtenissen
- 1969 - Bij onweersbuien vallen op verschillende plaatsen hagelbollen ter grootte van kippeneieren.
- 1993 - Onweer in de streek van Moeskroen, met hagelbuien die een dode kosten.
- 1994 - Hoge maximumtemperaturen tot 35,7 °C in Meeuwen (Oudsbergen).
- 2000 - Een onweer geeft aanleiding tot een dagtotaal van 99 mm neerslag in Korbeek-Lo (Bierbeek).
- 2019 - In Luik is met 40,2 °C de hoogste temperatuur ooit in België gemeten.

<< · 1 · 2 · 3 · 4 · 5 · 6 · 7 · 8 · 9 · 10 · 11 · 12 · 13 · 14 · 15 · 16 · 17 · 18 · 19 · 20 · 21 · 22 · 23 · 24 · 25 · 26 · 27 · 28 · 29 · 30 · 31 · >>